# Mimela grubaueri
Mimela grubaueri är en skalbaggsart som beskrevs av Ohaus 1901. Mimela grubaueri ingår i släktet Mimela och familjen Rutelidae. Inga underarter finns listade i Catalogue of Life.